# Аллен (округ, Огайо)
Шаблон:StateAbbr_ 40°46′00″ пн. ш. 84°07′00″ зх. д. / 40.766666666667° пн. ш. 84.116666666667° зх. д.
О́круг А́ллен (англ. Allen County) — округ (графство) у штаті Огайо, США. Ідентифікатор округу 39003.

## Історія
Округ утворений 1831 року.

## Демографія
За даними перепису
2000 року
загальне населення округу становило 108473 осіб, зокрема міського населення було 79598, а сільського — 28875.
Серед мешканців округу чоловіків було 54229, а жінок — 54244. В окрузі було 40646 домогосподарств, 28213 родин, які мешкали в 44245 будинках.
Середній розмір родини становив 3,05.
Віковий розподіл населення поданий у таблиці:
| Стать    | До 15 років | 15-21 | 22-29 | 30-39 | 40-49 | 50-65 | 65-85 | Понад 85 |
| -------- | ----------- | ----- | ----- | ----- | ----- | ----- | ----- | -------- |
| Чоловіки | 11872       | 6307  | 5524  | 7577  | 8640  | 8116  | 5684  | 509      |
| Жінки    | 11335       | 5375  | 4966  | 7129  | 8014  | 8252  | 7759  | 1414     |

## Суміжні округи
- Патнем — північ
- Генкок — північний схід
- Гардін — схід
- Оґлез — південь
- Ван-Верт — захід

## Виноски
1. ↑  U.S. Decennial Census. United States Census Bureau. Архів оригіналу за 26 квітня 2015. Процитовано 7 лютого 2015.
2. ↑  Historical Census Browser. University of Virginia Library. Архів оригіналу за 11 серпня 2012. Процитовано 7 лютого 2015.
3. ↑  Forstall, Richard L., ред. (27 березня 1995). Population of Counties by Decennial Census: 1900 to 1990. United States Census Bureau. Архів оригіналу за 14 лютого 2015. Процитовано 7 лютого 2015.
4. ↑  Census 2000 PHC-T-4. Ranking Tables for Counties: 1990 and 2000 (PDF). United States Census Bureau. 2 квітня 2001. Архів оригіналу (PDF) за 18 грудня 2014. Процитовано 7 лютого 2015.
5. ↑  State & County QuickFacts. United States Census Bureau. Архів оригіналу за 6 червня 2011. Процитовано 7 лютого 2015. [Архівовано 2011-08-06 у Wayback Machine.](англ.) Наведено за англійською вікіпедією.
6. ↑  American FactFinder. Бюро перепису населення США. Архів оригіналу за 26 лютого 2012. Процитовано 31 січня 2008. [Архівовано 2008-05-21 у Wayback Machine.]

| США | Це незавершена стаття з географії США. Ви можете допомогти проєкту, виправивши або дописавши її. |